# 黔西市
黔西市是中华人民共和国贵州省直辖，由毕节市代管的一个县级市，位于贵州省中西部，地处乌蒙高原东部、乌江中游、鸭池河北岸，距省会贵阳68公里，距毕节市政府所在地七星关区77公里，有“水西门户、贵筑藩屏，黔中腹地、省府咽喉”之称，享有“中国杜鹃花都”的美誉。市域总面积2380.5平方公里，辖25个乡镇、5个街道、364个行政村，居住着汉、彝、苗等18个民族，户籍人口近百万。

## 历史
- 商周，为卢夷国地。
- 春秋，先后属蜀国、鳖国。
- 战国时期为夜郎国地。
- 秦嬴政二十六年(前221)纳入秦夜郎县。
- 元代至元十九年（1282年），元廷划鸭水以西地设立亦溪不薛（水西）、阿苴、笮陇路达鲁花赤，驻军镇守。明洪武十五年（1382年），征云南的明军选“果珠”（郭张）地筑水西城（黔西）驻军扼控。
- 清康熙五年（1666年）清廷以安氏的则窝、以著、雄所则溪地置黔西府，改土设流，府下划8里、48甲、105寨。康熙二十二年冬月（1683年1月）清廷降黔西府为州，隶大定府，恢复水西宣慰司但不准干预军民事。
- 民国三年（1914年）贵州省府改黔西州为黔西县，县下里、甲、寨改为区、保、甲、段。
- 2021年3月16日，撤销黔西县，设立县级黔西市。

## 行政区划
黔西市下辖5个街道办事处、15个镇、12个民族乡：
莲城街道、水西街道、文峰街道、杜鹃街道、锦绣街道、金碧镇、雨朵镇、大关镇、谷里镇、素朴镇、中坪镇、重新镇、林泉镇、金兰镇、锦星镇、甘棠镇、洪水镇、钟山镇、协和镇、观音洞镇、五里布依族苗族乡、绿化白族彝族乡、新仁苗族乡、铁石苗族彝族乡、太来彝族苗族乡、永燊彝族苗族乡、中建苗族彝族乡、花溪彝族苗族乡、定新彝族苗族乡、金坡苗族彝族满族乡、仁和彝族苗族乡和红林彝族苗族乡。

## 交通
- 321国道过境。
- 贵黔、黔织、黔大、白黔、息黔高速和成贵快铁“五高一铁”过境

## 名胜古迹
- 观音洞遗址：该遗址位于沙井乡境内，距县城南30公里。经发掘，共获各类石器4000余件，哺乳化石23种。被考古界誉为“北有周口店，南有观音洞”。
- 甘棠汉墓群：为省级文物保护单位，2005年发掘汉墓十余冢。
- 水西柯海国家湿地公园：贵州首个海子群湿地公园
- 乌江源百里画廊：中国十大喀斯特美丽湖泊